# Gandharva

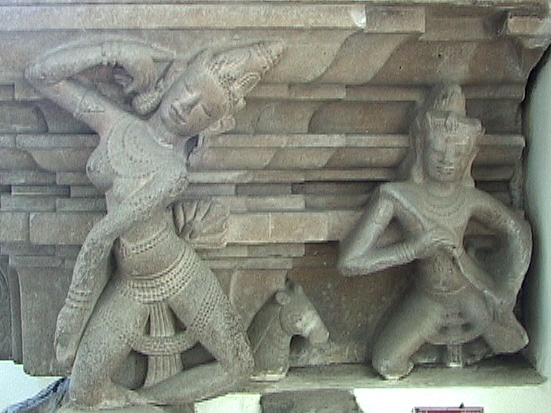
Gandharva musico (a destra) con una apsaras danzante (a sinistra) (X secolo, Cham, Vietnam).

I gandharva (s.m. sanscrito; devanāgarī गंधर्व) sono, nell'induismo, divinità collocate nell'atmosfera (cfr. Ṛgveda Saṃhitā IX, 86, 36: divya gandharva), custodi del soma celeste (cfr. Ṛgveda Saṃhitā IX, 83,4 e X, 85,12). 
La loro natura è ambigua, sono invocati nei matrimoni in quanto hanno il diritto di possedere le spose e sono invocati anche durante le malattie, ma al contempo si indossano amuleti per proteggersi da loro. 
Le loro spose sono le apsaras le ninfe celesti.
Nel Ṛgveda Saṃhitā  viene citato il gandharva di nome Viśvāvasu (X, 85, 21-22; "Benefico nei confronti di tutti"), guardiano del soma celeste.
Lo Atharvaveda (Atharvaveda, II, 2) sostiene che occorre allontanare il Gandharva con l'incantesimo.
Nel Taittirīya-Saṃhitā (I, 2,9) viene riportato il seguente mantra che va recitato quando il soma viene trasportato verso il capanno sacrificale:
(Taittirīya-Saṃhitā, I, 2,9. Citato in Margaret Stutley e James Stutley. Dizionario dell'Induismo. Roma, Ubaldini, 1980, p.130)

## Nel Buddismo
I gandharva o gandhabba (pāli) sono una delle classi di deva di grado più basso; sono classificati come cāturmahārājikakāyika (i deva che abitano il monte Sumeru come servitori dei quattro Re Celesti), e sono servi di Dhṛtarāṣṭra, Guardiano dell'Est (versione buddista di Indra). Ci si può reincarnare come gandharva semplicemente praticando il primo livello del Śīla, i principi etici più basilari (Janavasabha Sutta, DN.18).
I gandharva possono volare, sono abili musicisti, sono connessi ad alberi e fiori, e sono tra gli spiriti della natura accusati di disturbare i monaci nelle loro meditazioni. Talvolta i gandharva sono chiamati yakṣa, in quanto questo termine a volte indica un insieme di divinità minori molto più ampio degli yakṣa in senso stretto.
Tra i gandharva più conosciuti (menzionati in DN.20 e DN.32) ci sono Panāda, Opamañña, Naḷa, Cittasena, Rājā. Janesabha è probabilmente Janavasabha, rinascita del re Bimbisāra di Magadha. Il gandharva Mātali è il cocchiere di Śakra.